# شین-هانگا

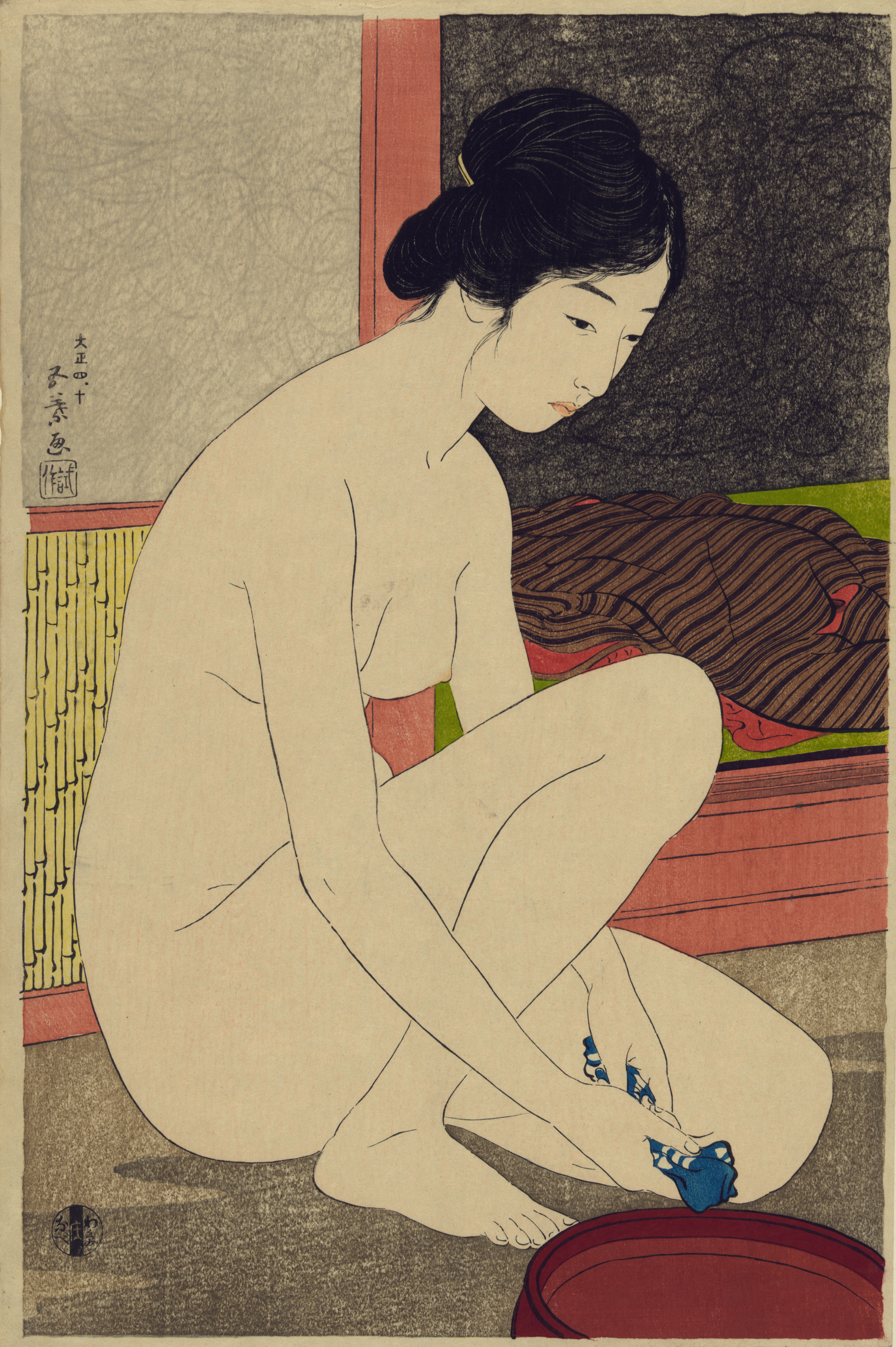
زن در حمام، اثر هاشیگوچی گویو

شین-هانگا (ژاپنی: 新版画؛ انگلیسی: Shin-hanga، به معنی چاپ‌نقش‌های نو یا باسمه‌های چوبی نو) جنبشی هنری در سدهٔ بیستم ژاپن بود که طی دوره‌های تایشو و شووا رونق داشت. این جنبش هنر تصویرگری اوکی‌یوئه سنتی را که ریشه در دوره‌های ادو و میجی (سده‌های ۱۷ تا ۱۹ میلادی) داشت، بازآفرینی و زنده کرد.
جنبش شین-هانگا برخلاف سوساکو-هانگا هنر را محصولی از کار گروهی هنرمند، حکاک، چاپگر و ناشر می‌دانست و به سنت اوکی‌یوئه وفادار بود. اوج درخشش این شیوه به سال‌های ۱۹۱۵–۱۹۴۲ بازمی‌گردد اگرچه به شکل محدودتری تا ۱۹۵۰ ادامه داشت. هنرمندان این جنبش از امپرسیونیسم اروپایی تأثیر گرفته بودند و گاه به بازنمایی تأثیرات نور و سایه و به حالات درونی افراد توجه داشتند اما بیشتر روی تم‌های سنتی همچون چشم‌اندازها، مکان‌های معروف، زنان زیبا، هنرمندان کابوکی و نقاشی گل و مرغ متمرکز بودند.